# GWAR
GWAR is een Amerikaanse thrashmetal- en shockrockband opgericht in 1984 in Richmond. De band staat bekend om hun grove en schokkende, maar vaak ook hilarische teksten. Onderwerpen die in hun teksten voorkomen zijn onder andere pedofilie, bestialiteit, verkrachting, drugs, alcohol, nucleaire oorlog, moord en marteling. Ook berucht zijn hun liveconcerten waarin ze sociale en politieke taboes doorbreken door middel van hun choquerende, doch humoristische podiumoptreden. De shows van de band kenmerken zich door theatraal geweld, waarbij de bandleden in latex kostuums gehuld zijn. De personages die gespeeld worden zijn buitenaards. Tijdens de shows worden grote hoeveelheden nepbloed en andere vloeistoffen het publiek in gespoten.

## Geschiedenis
GWAR ontstond in 1984 toen Dave Brockie, zanger van de punkband Death Piggy, twee studenten van de Virginia Commonwealth University tegenkwam. Deze twee, Hunter Jackson en Chuck Varga, hadden een productiebedrijfje opgezet waarmee ze een film wilden maken. Deze zou Scumdogs Of The Universe gaan heten. De drie besloten samen te werken. Zo af en toe trad Death Piggy op met de kostuums die Hunter en Chuck voor hun filmproject hadden gemaakt. Ze traden dan op onder de naam "GWAARGGGH!!!". Dit werd later ingekort tot GWAR. Er wordt vaak ten onrechte gedacht dat het een afkorting zou zijn van "God! What an Aweful Racket".
Op 3 november 2011 overleed gitarist Cory Smoot op 34-jarige leeftijd. Smoot was beter bekend onder het pseudoniem Flattus Maximus. In maart 2014 overleed David Brockie op 50-jarige leeftijd.
Op 23 maart 2014 werd bekend dat oprichter en zanger Dave Brockie (podiumnaam Oderus Urungus) overleden is aan een overdosis heroïne. Tijdens de GWAR-B-Q in 2014, het jaarlijks terugkerende eigen festival van de band, werd de opvolger van Dave Brockie gepresenteerd. Michael Bishop, die eerder in de jaren 80 en 90 al lid van de band was als basgitarist, zou de nieuwe frontzanger worden in de rol van Blöthar. Daarnaast werd een maand later de komst van het karakter Vulvatron (gespeeld door Kim Dylla) aangekondigd, die samen met Blöthar de band als zangduo zou leiden. Zij werd halverwege 2015 alweer door de band aan de kant gezet vanwege vermeend wangedrag.

## Grammy awards
De band werd twee keer genomineerd voor een Grammy: eenmaal in 1993 voor Best Long Form Music Video met hun film Phallus In Wonderland, en nogmaals in 1996 voor Best Metal Performance met hun nummer "S.F.W.". Beide keren grepen ze naast de prijzen.

## Discografie
- Hell-O (1988)
- Scumdogs of the Universe (1990)
- America Must Be Destroyed (1992)
- This Toilet Earth (1994)
- Ragnarok (1995)
- Carnival of Chaos (1997)
- We Kill Everything (1999)
- Violence Has Arrived (2001)
- War Party (2004)
- Beyond Hell (2006)
- Lust in Space (2009)
- Bloody Pit of Horror (2011)
- Battle Maximus (2013)[8]

## Bandleden

### Huidige leden
| Naam                      | Functie    | Gespeeld door  | Actief sinds |
| ------------------------- | ---------- | -------------- | ------------ |
| BalSac, the Jaws of Death | Slaggitaar | Mike Derks     | 1988         |
| Jizmak Da Gusha           | Drums      | Brad Roberts   | 1990         |
| Beefcake the Mighty       | Basgitaar  | Jamison Land   | 2011         |
| Pustulus Maximus          | Gitaar     | Brent Purgason | 2012         |
| Blothar                   | Zanger     | Mike Bishop    | 2014         |

### Ex-leden
| Bandlid       | Instrument(en)  | Periode                                           | Personage                                   |
| ------------- | --------------- | ------------------------------------------------- | ------------------------------------------- |
| Chris Bopst   | Basgitaar       | 1984-1987                                         | BalSac                                      |
| Dave Brockie  | Zang (lead)     | 1986-2014 (Gitaar 1984-1986), (overleden in 2014) | Oderus Urungus                              |
| Sean Sumner   | Drums           | 1984 (overleden in 1996)                          | Sean Sumner                                 |
| Steve Douglas | Gitaar (rhythm) | 1984, 1987-1988                                   | Jaws of Death/BalSac, the Jaws of Death     |
| Russ Bahorsky | Gitaar (rhythm) | 1984                                              | Mr. Magico                                  |
| Ben Eubanks   | Zang            | 1984                                              | Johnny Slutman                              |
| Jim Thomson   | Drums           | 1985-1987, 1989                                   | Hans Orifice                                |
| Ron Curry     | Gitaar (rhythm) | 1985-1986                                         | Stephen Sphincter                           |
| Joe Annaruma  | Zang            | 1985-1986                                         | Joey Slutman                                |
| Tim Harriss   | Gitaar (lead)   | 1986, 1998-1999                                   | Flattus Maximus                             |
| Greg Ottinger | Gitaar (rhythm) | 1986-1987                                         | Cornelius Carnage                           |
| Mike Bishop   | Basgitaar       | 1987-1993, 1998-1999                              | Beefcake the Mighty (huidig zanger Blothar) |
| Rob Mosby     | Drums           | 1987-1988                                         | Nippleus Erectus                            |
| Dewey Rowell  | Gitaar (lead)   | 1987-1991                                         | Flattus Maximus                             |
| Pete Lucchter | Drums           | 1989                                              | Lee Baeto                                   |
| Pete Lee      | Gitaar (lead)   | 1991-1997                                         | Flattus Maximus                             |
| Casey Orr     | Basgitaar       | (1994-1997, 1999-2002, 2008-2011)                 | Beefcake the Mighty                         |
| Zach Blair    | Gitaar (lead)   | (1999-2002)                                       | Flattus Maximus                             |
| Todd Evans    | Basgitaar       | (2002-2008)                                       | Beefcake the Mighty                         |
| Cory Smoot    | Gitaar (lead)   | (2002-2011) (overleden in 2011)                   | Flattus Maximus                             |
| Kim Dylla     | Zang (lead)     | 2014-2015                                         | Vulvatron                                   |

Het personage Flattus Maximus wordt niet meer overgenomen sinds de dood van Cory Smoot in 2011.